# كأس أوكرانيا 2010–11
كأس أوكرانيا 2010–11 (بالأوكرانية: Кубок України з футболу 2010—2011)‏ هو الموسم 20 من كأس أوكرانيا. أقيم خلال الفترة 27 يوليو 2010 وحتى 25 مايو 2011، وكان عدد الأندية المشاركة فيه 53، وفاز فيه نادي شاختار دونيتسك.